# 道の駅クロスウェイなかまち
道の駅クロスウェイなかまち（みちのえき クロスウェイなかまち）は、奈良県奈良市中町にある奈良県道7号枚方大和郡山線の道の駅である。

## 概要
中町IC近くの一体型の道の駅である。平城遷都1300年祭のパークアンドライド駐車場のために確保された県有地4 haに整備された。社会実験として2011年（平成23年）11月5日・6日の2日間、一日道の駅奈良中町が開催された。
休憩機能のほかに、直売所や、レストラン・カフェのある地域振興機能、地域観光のゲートウェイ機能、バスターミナルを持つ交通結節点機能、防災機能を持つ。
2021年（令和3年）6月の初の防災道の駅指定で「中町（仮称）」として指定された。
指定管理予定者は咲く花むすびユニゾン（ネクスト・アクシス・まほろばホールディングス・近鉄ファシリティーズ）
当初、開駅は2024年（令和6年）3月末とされていた。しかし、当初予定されていた設備等工事の入札が建材費や労務費の高騰により不調で中止され、2023年（令和5年）度末の開業は困難となり、開業時期は改めて協議されることになった。その後、再度の入札により2024年（令和6年）9月末に内装工事が完了する予定となった。2024年（令和6年）11月30日に開駅した。

## 歴史
- 2010年（平成22年） - 平城遷都1300年祭のパークアンドライド駐車場として使用
- 2011年（平成23年） - 一日道の駅開催
- 2017年（平成29年） - 活用方法として道の駅を整備する方針を表明[12]
- 2021年（令和3年） - 防災道の駅の指定で中町（仮称）として指定
- 2023年（令和5年）8月4日 - 国土交通省より道の駅第59回登録において、「道の駅クロスウェイなかまち」として登録[1]。
- 2024年（令和6年）11月30日 - 開駅[2][3]。

## 施設
面積：33,500 m2
- 駐車場 257台
- トイレ 40器
- 情報提供施設
- 休憩施設
- ベビーコーナー
- 非常用電源
- 備蓄倉庫
- 貯水槽
- マンホールトイレ
- 公衆無線LAN
- 物販施設
- 飲食施設
- 交流スペース
- キッズスペース
- 更衣室
- サイクルステーション（レンタサイクル含む）
- 芝生広場
- ドッグラン
- EV充電施設
- バスターミナル
- オープンテラス
- テラスデッキ
- 調整池
- 奈良西警察署富雄南交番

## アクセス
- 奈良県道7号枚方大和郡山線 - 登録路線
- E92 第二阪奈道路 4 中町IC

## 周辺
- イオンタウン富雄南
- スーパーセンターオークワ 富雄中町店
- 霊山寺
- 近畿大学農学部
- 大和文華館
- 富雄駅・学園前駅（近鉄奈良線）
- 松伯美術館
- 大和民俗公園
- 矢田寺
- 富雄丸山古墳
- 大和郡山市街